# Temporada 1981 de la CART IndyCar World Series
La temporada 1981 de la CART IndyCar World Series fue la tercera temporada de la Championship Auto Racing Teams, que consistió en 11 carreras, comenzando en Avondale, California el 22 de marzo y concluyendo en el mismo lugar, el 31 de octubre. El campeón de la PPG CART IndyCar World Series fue el estadounidense Rick Mears y ganador de las 65.ª edición de las 500 Millas de Indianápolis fue Bobby Unser, pero esta competencia no sería puntuable para el campeonato oficial debido a la disputa surgida entre la organización CART con la USAC por los sucesos de la anterior temporada, pero esta si fue puntuable para el Campeonato Nacional del USAC, que se seguía disputando paralelamente, hasta 1983, aunque, la carrera volvería a ser puntuable de nuevo para la temporada de 1983, así como para el campeonato organizado por la USAC. El Novato del Año fue el estadounidense Bob Lazier. Sin embargo, ninguna competencia del campeonato de la USAC estaba programada y la mayoría de los equipos de la serie CART y sus pilotos no tomaron parte.

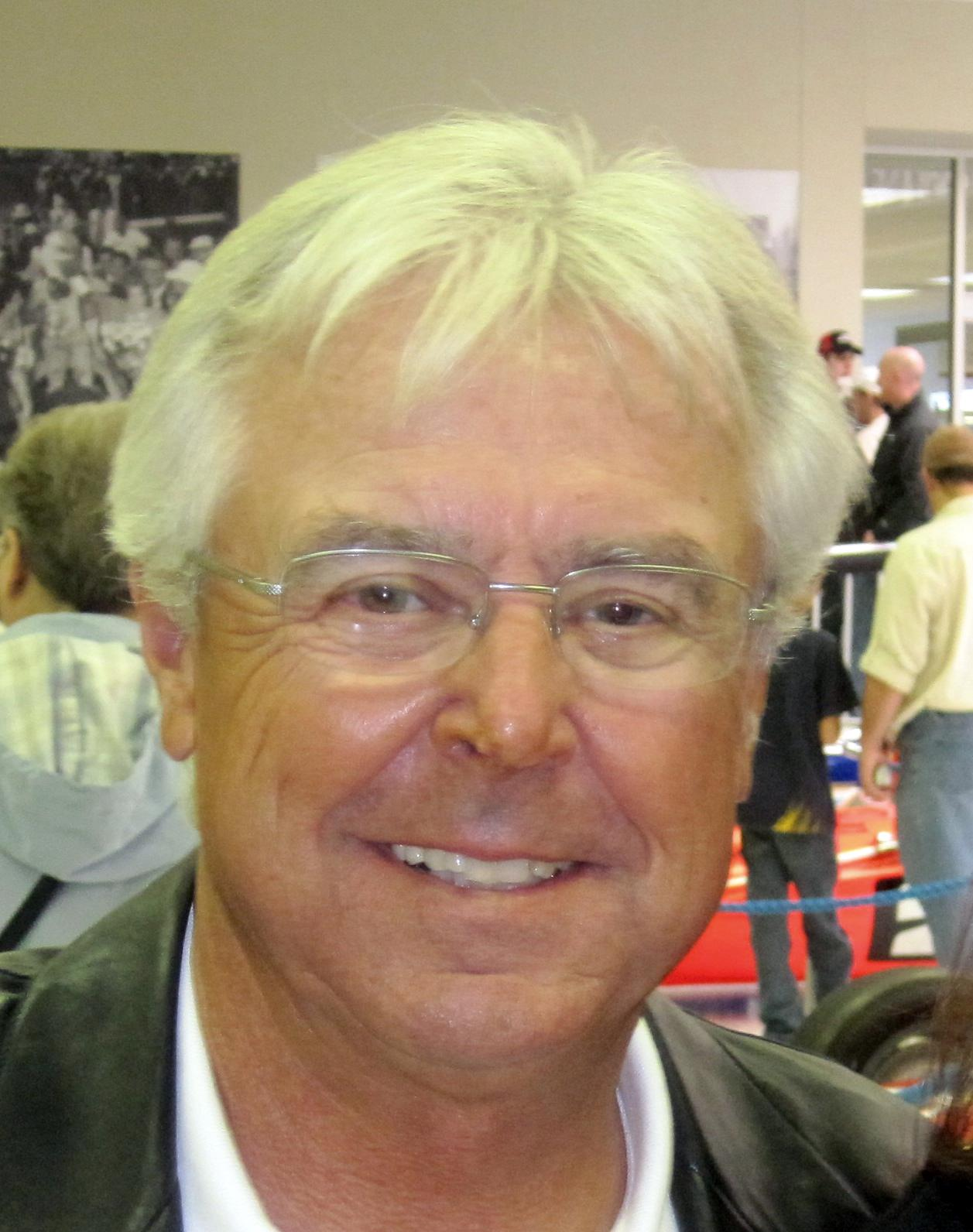
Rick Mears repetiría el título de la CART en la temporada 1981.

## Equipos y pilotos
| Equip./Prop.                                                    | Chasis           | Motor                 | Neumáticos | Núm.  | Piloto (s)                                       |
| --------------------------------------------------------------- | ---------------- | --------------------- | ---------- | ----- | ------------------------------------------------ |
| Chaparral Cars Inc.                                             | Chaparral        | Cosworth              | G          | 1     | Johnny Rutherford                                |
| Sugaripe Prune Bignotti-Cotter                                  | Phoenix March    | Cosworth              | G          | 2     | Tom Sneva                                        |
| Sugaripe Prune Bignotti-Cotter                                  | Phoenix March    | Cosworth              | G          | 21    | Salt Walther                                     |
| Penske Racing                                                   | Penske           | Cosworth              | G          | 3     | Bobby Unser                                      |
| Penske Racing                                                   | Penske           | Cosworth              | G          | 6     | Rick Mears                                       |
| Penske Racing                                                   | Penske           | Cosworth              | G          | 7     | Bill Alsup                                       |
| Alex Foods                                                      | Penske Lightning | Cosworth              | G          | 5     | Pancho Carter                                    |
| Alex Foods                                                      | Penske Lightning | Cosworth              | G          | 75    | Steve Chassey                                    |
| Longhorn Racing                                                 | Longhorn Racing  | Cosworth              | G          | 8     | Al Unser                                         |
| Rhoades Racing Intermedics                                      | Wildcat          | Cosworth              | G          | 12    | Dennis Firestone Gary Bettenhausen Gordon Smiley |
| Gilmore Racing                                                  | Coyote           | Cosworth              | G          | 14    | A.J. Foyt                                        |
| Zamboni Electric                                                | McLaren          | Chevrolet             | G          | 15    | Bill Tempero                                     |
| Bettenhausen Racing Provimi Veal                                | McLaren          | Cosworth              | G          | 16    | Tony Bettenhausen Jr.                            |
| Leader Card                                                     | Watson Vollstedt | Cosworth Offenhauser  | G          | 17    | Jerry Sneva                                      |
| Leader Card                                                     | Watson Vollstedt | Cosworth Offenhauser  | G          | 22    | Dick Simon Spike Gehlhausen                      |
| Patrick Racing                                                  | Wildcat          | Cosworth              | G          | 20    | Gordon Johncock                                  |
| Patrick Racing                                                  | Wildcat          | Cosworth              | G          | 40    | Mario Andretti Steve Krisiloff                   |
| Space Racing                                                    | Eagle            | Cosworth              | G          | 21/49 | Chip Mead                                        |
| Brayton Racing                                                  | Penske           | Cosworth              | G          | 21    | Mike Mosley                                      |
| Brayton Racing                                                  | Penske           | Cosworth              | G          | 37    | Scott Brayton                                    |
| McElreath Racing                                                | Eagle            | Offenhauser           | G          | 23    | Jim McElreath                                    |
| Luxury Racers                                                   | King             | Chevrolet             | G          | 24    | Wally Pankratz                                   |
| Buick Racing                                                    | Eagle            | Chevrolet             | G          | 26/86 | Jim Buick                                        |
| Menard Racing                                                   | Lightning        | Chevrolet             | G          | 28    | Herm Johnson                                     |
| Beaudoin Racing                                                 | McLaren          | Cosworth              | G          | 29    | Billy Engelhart                                  |
| Machinists Union Racing                                         | Penske           | Cosworth              | G          | 31    | Larry Dickson                                    |
| O´Connell Racing                                                | Phoenix          | Cosworth              | G          | 32    | Kevin Cogan                                      |
| Thomas W. Barrett III -Entrada Privada-                         | McLaren March    | Cosworth              | G          | 33    | Vern Schuppan                                    |
| Wysard Motor Co.                                                | Eagle            | Cosworth              | G          | 34    | Hurley Haywood Johnny Parsons                    |
| Fletcher Racing                                                 | Penske March     | Cosworth              | G          | 35    | Bob Lazier                                       |
| Tonco Trailer                                                   | McLaren Karl     | Chevrolet             | G          | 38    | Jerry Karl                                       |
| Alsup Racing                                                    | Penske           | Cosworth              | G          | 41    | Bill Alsup                                       |
| Crossroads Inn                                                  | Eagle            | Offenhauser           | G          | 42/71 | Bob Frey                                         |
| Steve Vukovich Racing Rattlesnake Racing                        | Watson           | Offenhauser           | G          | 42    | Bill Vukovich II                                 |
| Armstrong Mould                                                 | Lola Armstrong   | Cosworth              | G          | 43    | Greg Leffler                                     |
| Armstrong Mould                                                 | Lola Armstrong   | Cosworth              | G          | 45    | Harry MacDonald                                  |
| CHC-Intersec                                                    | McLaren          | Chevrolet             | G          | 47    | Phil Caliva                                      |
| All American Racers                                             | Eagle            | Chevrolet             | G          | 48    | Mike Mosley Geoff Brabham Rocky Moran            |
| Kraco Racing                                                    | Penske Wildcat   | Cosworth Offenhauser  | G          | 54    | Geoff Brabham                                    |
| Kraco Racing                                                    | Penske Wildcat   | Cosworth Offenhauser  | G          | 95    | Herm Johnson                                     |
| Kraco Racing                                                    | Penske Wildcat   | Cosworth Offenhauser  | G          | 95/99 | Larry Cannon                                     |
| Kraco Racing                                                    | Penske Wildcat   | Cosworth Offenhauser  | G          | 96    | Tom Frantz                                       |
| Kraco Racing                                                    | Penske Wildcat   | Cosworth Offenhauser  | G          | 96/99 | Dick Ferguson                                    |
| Kraco Racing                                                    | Penske Wildcat   | Cosworth Offenhauser  | G          | 99    | John Cannon                                      |
| Garza Racing                                                    | Penske           | Cosworth              | G          | 54/55 | Josele Garza                                     |
| Genesee Beer Wagon                                              | Penske           | Chevrolet             | G          | 56    | Tom Bigelow                                      |
| Global Heat Exchanger Metro Racing Systems Nyloncraft Founder´s | McLaren          | Offenhauser           | G          | 57    | Cliff Hucul                                      |
| Spirit of Idaho                                                 | Riley            | Chevrolet             | G          | 63    | Ken Hamilton                                     |
| Jet Engineering                                                 | Eagle            | Chevrolet             | G          | 64    | Steve Chassey                                    |
| Seymour Enterprises McCray Plastering                           | Wildcat          | Chevrolet             | G          | 66    | Roger Rager Orio Trice                           |
| Hamilton Racing Mergard Racing                                  | McLaren          | Chevrolet             | G          | 67    | Phil Threshie Teddy Pilette                      |
| Warner Hodgdon                                                  | Penske           | Cosworth              | G          | 72/74 | Michael Chandler                                 |
| Davis Racing                                                    | Wildcat          | Offenhauser           | G          | 77    | Ross Davis                                       |
| Joe Hunt Magneto                                                | Eagle            | Chevrolet             | G          | 89    | Phil Krueger                                     |
| Duke Racing                                                     | Penske           | Offenhauser Chevrolet | G          | 92    | John Mahler                                      |
| Grupo-Acypsa                                                    | Penske           | Offenhauser           | G          | 93    | Michel Jourdain                                  |
| Whittington Brothers Racing                                     | March            | Cosworth              | G          | 94    | Bill Whittington                                 |
| Vetrock Racing                                                  | Eagle            | Chevrolet             | G          | -     | Dean Vetrock                                     |
| Ohio Racing Associates                                          | Longhorn Racing  | Cosworth              | G          | -     | Steve Krisiloff                                  |

## Competencias disputadas

### Calendario
| Rond. | Fecha            | Comp.                   | Circuito                        | Localización             | Pole Position     | Ganador           | Equipo Ganador      |
| ----- | ---------------- | ----------------------- | ------------------------------- | ------------------------ | ----------------- | ----------------- | ------------------- |
| 1     | 22 de marzo      | Kraco Car Stereo 200    | Phoenix International Raceway   | Phoenix, Arizona         | Bobby Unser       | Johnny Rutherford | Chaparral           |
| 2     | 7 de junio       | Gould-Rex Mays 150      | Milwaukee Mile                  | West Allis, Wisconsin    | Gordon Johncock   | Mike Mosley       | All American Racers |
| 3     | 21 de junio      | Kraco Twin 125 (R1)     | Atlanta Motor Speedway          | Hampton, Georgia         | Johnny Rutherford | Rick Mears        | Penske Racing       |
| 4     | 21 de junio      | Kraco Twin 125 (R2)     | Atlanta Motor Speedway          | Hampton, Georgia         | Rick Mears        | Rick Mears        | Penske Racing       |
| 5     | 25 de julio      | Norton Michigan 500     | Michigan International Speedway | Brooklyn, Michigan       | Tom Sneva         | Pancho Carter     | Alex Foods          |
| 6     | 30 de agosto     | Los Angeles Times 500   | Riverside International Raceway | Riverside, California    | Geoff Brabham     | Rick Mears        | Penske Racing       |
| 7     | 5 de septiembre  | Tony Bettenhausen 200   | Milwaukee Mile                  | West Allis, Wisconsin    | Johnny Rutherford | Tom Sneva         | Bignotti-Cotter     |
| 8     | 20 de septiembre | Detroit News Grand Prix | Michigan International Speedway | Brooklyn, Michigan       | Rick Mears        | Rick Mears        | Penske Racing       |
| 9     | 4 de octubre     | Watkins Glen 150        | Watkins Glen International      | Watkins Glen, New York   | Mario Andretti    | Rick Mears        | Penske Racing       |
| 10    | 18 de octubre    | II Copa México 150      | Autódromo Hermanos Rodríguez    | Ciudad de México, México | Bobby Unser       | Rick Mears        | Penske Racing       |
| 11    | 31 de octubre    | Miller High Life 150    | Phoenix International Raceway   | Phoenix, Arizona         | Bobby Unser       | Tom Sneva         | Bignotti-Cotter     |

     Óvalo
     Circuito
- Sólo dos ediciones de la Indy 500 de 1981 y 1982 quedaron fuera del campeonato de la CART World Series, y fue sancionada dicha competencia por la USAC para el Campeonato Nacional del USAC, que se disputó paralelamente al Campeonato de la CART entre 1981 y 1983, debido a las disputas iniciadas tras la disolución del Campeonato Liga de Carreras en 1980, pero volvería a ser parte del calendario a partir de 1983. Sólo se repetiría este suceso cuando la serie fue dividida en dos series entre 1996 y 2007 (entre la CART/Champ Car World Series y la Indy Racing League) y que luego fuera reunificada en 2008 bajo la tutela de la IndyCar Series.

## Estadísticas Finales
| Pos. | Piloto                | PHO R1 | MIL R1 | AMS R1 | AMS R2 | MIC R1 | RIV | MIL R2 | MIC R2 | WKG | MEX | PHO R2 | Puntos |
| ---- | --------------------- | ------ | ------ | ------ | ------ | ------ | --- | ------ | ------ | --- | --- | ------ | ------ |
| 1    | Rick Mears            | 4      |        | 1      | 1      | 3      | 1   | 2      | 1      | 1   | 1   | 8      | 304    |
| 2    | Bill Alsup            | 5      |        | 8      | 8      | 4      | 3   | 11     | 4      | 3   | 5   | Ret    | 175    |
| 3    | Pancho Carter         | 7      | Ret    | 5      | 5      | 1      | Ret | 10     | Ret    | 15  | 6   | 5      | 166    |
| 4    | Gordon Johncock       | 6      | 16     | 4      | 4      | Ret    | 2   | 6      | 5      | 10  | 3   | 3      | 142    |
| 5    | Johnny Rutherford     | 1      | 6      | 2      | 3      | Ret    | Ret | 4      | Ret    | 2   | Ret | Ret    | 120    |
| 6    | Tony Bettenhausen Jr. |        | 12     | 7      | 11     | 2      | DNS | 14     | 10     | 8   | 11  | Ret    | 107    |
| 7    | Bobby Unser           | 2      | Ret    | 13     | 6      | Ret    | 9   | 3      | 7      | Ret | 15  | 2      | 99     |
| 8    | Tom Sneva             | 3      | 4      |        |        | Ret    | Ret | 1      | Ret    | Ret | Ret | 1      | 96     |
| 9    | Bob Lazier            | 12     | 13     | 17     | 9      | 10     | 5   | 16     | 13     | 4   | 4   | 13     | 92     |
| 10   | Al Unser              | Ret    | 5      | 6      | 7      | 11     | Ret | 5      | 3      | 14  | 2   | Ret    | 90     |
| 11   | Mario Andretti        | 11     | 3      | 3      | 2      |        |     |        | 2      | Ret |     | 4      | 81     |
| 12   | Tom Bigelow           |        | 9      |        |        | 5      |     | Ret    | 9      |     |     | 11     | 60     |
| 13   | Scott Brayton         | 15     | 11     | 9      | 10     | 7      | 8   | Ret    | Ret    | Ret | Ret | DNQ    | 57     |
| 14   | Larry Dickson         |        | 10     | 10     | 12     | 9      | Ret | 12     | 8      | 7   | Ret | DNQ    | 49     |
| 15   | Gary Bettenhausen     |        |        |        |        | 6      |     | Ret    |        |     |     |        | 42     |
| 16   | Dick Simon            | 10     | 7      |        |        | Ret    | 6   | Ret    | Ret    | 11  | Ret | Ret    | 38     |
| 16   | Herm Johnson          |        | Ret    | Ret    | 17     | Ret    | 7   | 13     |        | 9   | 8   | 9      | 38     |
| 18   | Mike Chandler         |        |        |        |        | Ret    | 4   |        |        |     | 16  | DNQ    | 37     |
| 19   | Mike Mosley           |        | 1      | DNS    |        | Ret    |     | DNS    | Ret    |     | 7   | Ret    | 32     |
| 20   | Steve Chassey         | DNQ    | Ret    | Ret    | Ret    | Ret    | Ret | 15     | 12     | 5   |     | DNQ    | 31     |
| 21   | Josele Garza          | Ret    | 14     | 12     | Ret    | Ret    | Ret | 8      | Ret    | Ret | 18  | 6      | 30     |
| 22   | Phil Caliva           |        |        | Ret    | 15     | 8      | DNS | DNS    |        |     |     | DNQ    | 27     |
| 23   | Kevin Cogan           |        | 2      | 16     |        | Ret    | Ret | Ret    |        |     |     |        | 23     |
| 24   | Dick Ferguson         |        |        |        |        | Ret    | Ret |        | 6      |     | 10  | 7      | 20     |
| 25   | Steve Krisiloff       |        |        |        |        | Ret    |     | 7      | 17     |     |     |        | 18     |
| 26   | Rocky Moran           |        |        |        |        |        |     |        |        | 6   |     |        | 16     |
| 27   | Geoff Brabham         | 9      |        |        |        |        | Ret |        |        |     | 9   |        | 14     |
| 28   | Jerry Karl            | 8      | Ret    | Ret    | Ret    | Ret    | Ret | Ret    |        | Ret | Ret |        | 13     |
| 29   | Billy Engelhart       |        | 8      |        |        | Ret    |     | 9      |        |     |     |        | 11     |
| 30   | Larry Cannon          | Ret    | 15     | 11     | Ret    | 12     |     |        |        |     |     |        | 10     |
| 30   | Roger Rager           |        |        |        |        | 13     | Ret | Ret    | Ret    | DNQ |     | DNQ    | 10     |
| 32   | Bill Tempero          | Ret    |        | 15     | 14     | Ret    | Ret | 17     | 15     | Ret | 12  | DNQ    | 7      |
| 33   | Phil Krueger          | 14     |        |        |        |        | Ret |        |        |     | 14  | 16     | 6      |
| 33   | Bill Vukovich II      |        |        |        |        | Ret    | DNQ |        | 14     |     | Ret |        | 6      |
| 35   | Gordon Smiley         |        |        |        |        |        | Ret |        |        | Ret |     | 10     | 5      |
| 36   | Jim McElreath         | Ret    |        |        |        |        |     |        | 11     | DNQ | 13  | DNQ    | 4      |
| 36   | Ross Davis            |        |        | DNQ    | Ret    |        | DNQ | DNS    | 16     | 13  |     | DNQ    | 4      |
| 36   | Vern Schuppan         |        |        |        |        | Ret    | Ret |        |        |     | Ret | 15     | 4      |
| 36   | Jim Buick             | Ret    | 19     | Ret    | 16     | DNS    |     |        |        |     |     |        | 4      |
| 40   | Hurley Haywood        |        |        |        |        |        | Ret |        |        | 12  | 17  |        | 3      |
| 41   | Bob Frey              | 13     | 17     |        |        | DNQ    |     |        |        |     |     |        | 2      |
| 41   | Spike Gehlhausen      |        |        | 14     | 13     |        |     |        |        |     |     |        | 2      |
| 41   | John Mahler           |        | Ret    |        |        |        | Ret | Ret    |        |     |     | DNQ    | 2      |
| 44   | Jerry Sneva           |        |        |        |        | DNS    |     |        |        |     |     | 12     | 1      |
| 44   | Chip Mead             |        |        |        |        | Ret    |     |        |        |     |     | 14     | 1      |
| 44   | Dennis Firestone      |        |        | Ret    |        |        |     |        |        |     |     |        | 1      |
| 44   | Johnny Parsons        |        |        |        |        |        |     |        |        |     |     | Ret    | 1      |
| 44   | Phil Threshie         |        | 18     |        |        |        |     |        |        |     |     |        | 1      |
| Pos. | Piloto                | PHO R1 | MIL R1 | AMS R1 | AMS R2 | MIC R1 | RIV | MIL R2 | MIC R2 | WKG | MEX | PHO R2 | Puntos |

| Color       | Resultados                    |
| ----------- | ----------------------------- |
| Oro         | Ganador                       |
| Plata       | 2° Lugar                      |
| Bronce      | 3° Lugar                      |
| Verde       | 4° y 5° Lugar                 |
| Azul claro  | 6° – 10° Lugar                |
| Azul oscuro | Finalizó (Fuera del Top 10)   |
| Púrpura     | No acabaron la carrera        |
| Rojo        | No lograron calificarse (DNQ) |
| Marrón      | No Arrancó (DNS)              |
| Negro       | Descalificado (DSQ)           |
| Blanco      | No Arrancó (DNS)              |
| Blanco      | Abandono por carrera (C)      |
| Sin color   | No participó                  |

| In-line notation                                                            | |
| Negrita                                                                     | Pole position (1 punto; excepto en Indy y Iowa)                                                            |
| 1 Como la clasificación fue cancelada, no se otorgan el punto al polesitter | |
| Cursiva                                                                     | Vuélta más rápida                                                                                          |
| *                                                                           | Mayor Número de vueltas lideradas (2 puntos)                                                               |
| DNS                                                                         | Piloto que no calificó No logró arrancar (DNS), gana la 1/2 de los Puntos por haber calificado/participado |
| Novato del Año                                                              | |
| Novato                                                                      | |